# Altes Pfarrhaus (Fürfeld)

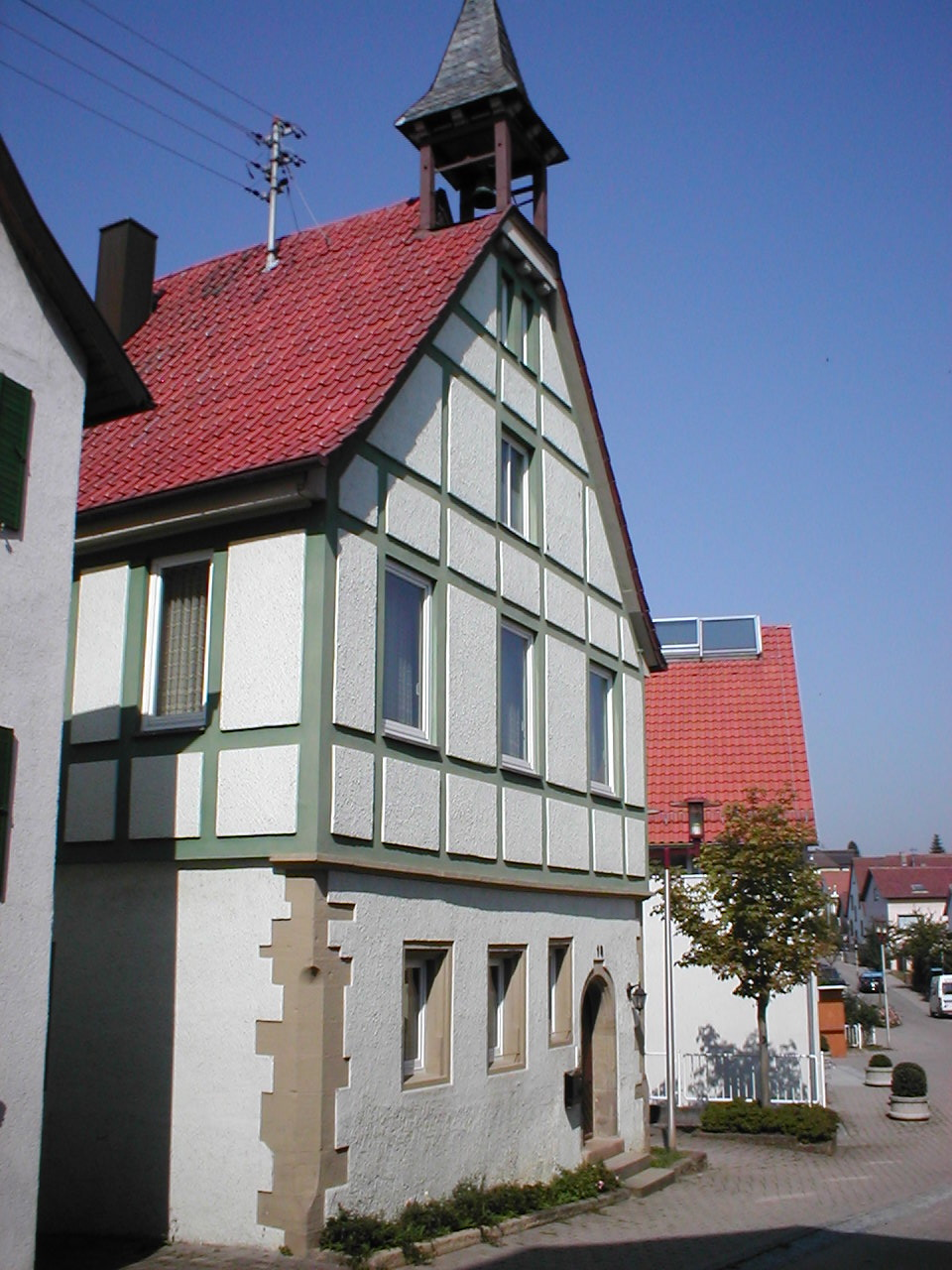
Das alte Pfarrhaus in Fürfeld

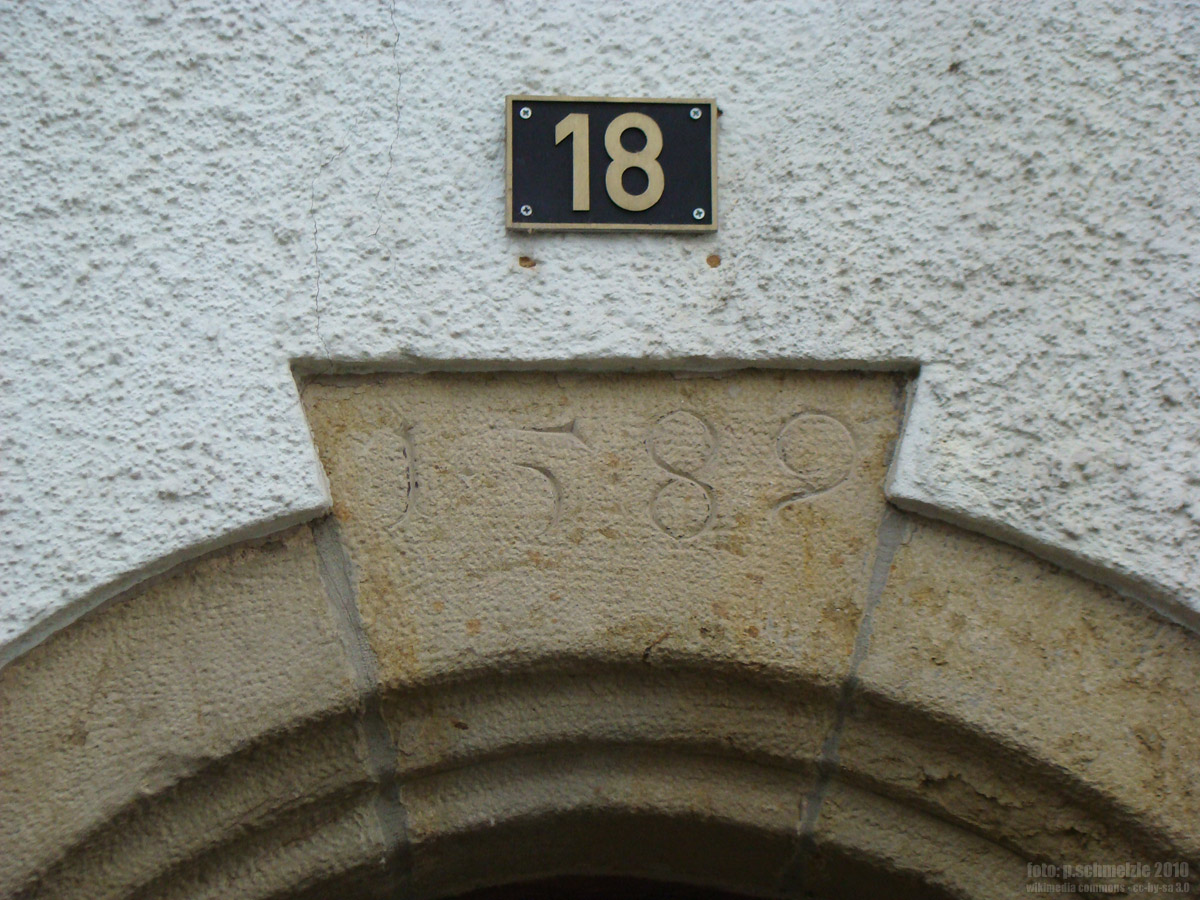
Datierung 1589 am Türsturz

Das alte Pfarrhaus in Bad Rappenau-Fürfeld im Landkreis Heilbronn im nördlichen Baden-Württemberg stammt aus dem späten 16. Jahrhundert und ist nach Schloss Fürfeld das zweitälteste Gebäude des Ortes.

## Geschichte
Das Gebäude wurde 1589 an der Schlossbergstraße als Pfarrhaus neben der ursprünglichen Fürfelder Kirche errichtet und diente rund 250 Jahre seinem Zweck. Das Baujahr ist als Inschrift am Türsturz des Gebäudes zu sehen. 
Die benachbarte alte Kirche in Fürfeld war bereits im 18. Jahrhundert stark baufällig, so dass bereits ab den 1780er Jahren ein Kirchenbaufonds aufgelegt wurde. Bei einer Visitation von Kirche und Pfarrhaus im Jahr 1815 bezeichnete die Stiftsverwaltung in Gundelsheim das Pfarrhaus als „altes, morsches Gebäude. Es bietet so viele, selbst polizeiliche Mängel, daß dieser Zustand nicht länger ohne Gefahr für die Bewohner und die Nachbarschaft andauern kann.“ Der Kirchenbaufonds war unterdessen durch die hohen Abgaben in den Kriegsjahren 1806 bis 1814 zur Bedeutungslosigkeit geschrumpft. Die Hälfte des verbliebenen Geldes beließ man für den Kirchenbau, über die andere Hälfte klagte das Gemmingen’sche Rentamt 1826, sie sei „auf eine zwecklose Art in das Pfarrhaus verwendet, ohne daß die Klagen über dessen innrere Einrichtung aufgehört hätten.“ Die Kirche blieb unterdessen unsaniert. 1841 wurde der Kirchturm abgerissen. 
1842 verzog der bisherige Pfarrer Geßler und die Pfarrstelle wurde danach nur noch mit Pfarrverwesern besetzt. Da man bereits den Bau einer neuen evangelischen Kirche mit einem neuen Pfarrhaus am Ortsrand plante, erwarb die Gemeinde das alte Pfarrhaus im Jahr 1844 und baute es zu einem Armenhaus um. 
1869 erwarb die Gemeinde das bis 1860 als Posthalterei genutzte Gasthaus Ritter mit Wirtschaftsflächen und Nebengebäuden. Das Gasthaus wurde darauf zum Pfarrhaus umgebaut und 1870 bezogen. An der Stelle der Nebengebäude der vormaligen Posthalterei wurde 1871/73 die heutige Evangelische Kirche Fürfeld erbaut. Die alte Kirche wurde 1874 zu einer Scheune umgebaut. 
1887 bezog die Gemeindeverwaltung von Fürfeld das alte Pfarrhaus. Nach der Eingemeindung von Fürfeld nach Bad Rappenau 1973 wurde das Gebäude weiterhin als Verwaltungsstelle genutzt. Seit der Einweihung eines Bürgerhauses im Jahr 1995 nutzt eine Musikschule das alte Pfarrhaus.